# Дякло
Дякло — натуральний податок, який платили тяглі селяни переважно — житом і вівсом, інколи — пшеницею, сіном, дровами та ін. продуктами селянського господарства у більшості земель Великого князівства Литовського (ВКЛ). Збирався на користь великого князя як із великокнязівських, так і з князівських і боярських підданих. Троцький привілей 1434, який значно розширив «колективний імунітет» князів і бояр ВКЛ, звільнив їхніх підданих від сплати дякла на користь великого князя. Від цього часу право збирати дякло (яке вже платилося і грошовим еквівалентом) на свою користь переходить до магнатів та шляхти.